# ASG Vorwärts Löbau
Die ASG Vorwärts Löbau war eine deutsche Armeesportgemeinschaft aus Löbau im heutigen Landkreis Görlitz, deren Fußballabteilung zwischen 1956 und 1977 existierte.

## Sektion Fußball
Die ASG Vorwärts Löbau, welche seit ihrer Gründung der Armeesportvereinigung Vorwärts unterstand, agierte ab 1956 erstmals im höherklassigen DDR-Fußball. 1966 gelang der erstmalige Aufstieg in die drittklassige Bezirksliga Dresden. Die Armeesportgemeinschaft spielte sofort im oberen Drittel der höchsten Spielklasse des Bezirkes Dresden mit und stieg nach zwei vorher gescheiterten Versuchen gegen die BSG Wismut Pirna-Copitz sowie TSG Gröditz im Jahr 1971 in die DDR-Liga auf.
In der zweithöchsten ostdeutschen Spielklasse konnten die Ostsachsen die Liga in den ersten beiden Spielzeiten behaupten, stiegen aber in der Saison 1973/74 gemeinsam mit den zweiten Vertretungen des FC Karl-Marx-Stadt sowie Stahl Riesa erneut in die Drittklassigkeit ab. In der Folgezeit verpassten die Löbauer hinter Vorwärts Kamenz und Fortschritt Bischofswerda nur knapp den erneuten Aufstieg in die DDR-Liga. 1977 zog sich der finanzielle Unterstützer NVA zurück, mehrere Spieler der ASG schlossen sich dem Bezirksligisten Empor Löbau an. Vorwärts Löbau wurde analog zu anderen Armeesportvereinigungen wie ASG Vorwärts Neubrandenburg, ASG Vorwärts Cottbus oder ASG Vorwärts Leipzig vorzeitig aufgelöst.

## Statistik
- Teilnahme DDR-Liga: 1971/72 bis 1973/74
- Ewige Tabelle der DDR-Liga: Rang 118

## Personen
- Klaus Havenstein